# Ruta 214 (Costa Rica)
La Ruta 214, oficialmente Ruta Nacional Secundaria 214, es una ruta nacional de Costa Rica ubicada en la provincia de San José.

## Descripción
En la provincia de San José, la ruta atraviesa el cantón de San José (los distritos de Hospital, San Sebastián), el cantón de Desamparados (los distritos de San Rafael Arriba, San Rafael Abajo).